# Крбек, Иво
Иво Крбек (хорв. Ivo Krbek, 23 августа 1890, Загреб — 16 января 1966, там же) — хорватский югославский политик, юрист, преподаватель, 25-й мэр Загреба.

## Биография
Иво Крбек родился в Загребе 23 августа 1890 года, в 1912 году окончил Загребский университет. После получения юридического образования Крбек занял должность профессора административного права, которую занимал более 50 лет с двухлетним перерывом (1932—1934), в течение которого он занимал пост градоначальника Загреба. Иво Крбек был единственным мэром Загреба, который имел звание академика.
17 октября 1958 года Крбек стал действительным членом Словенской академии наук и искусств, что, учитывая то, что он являлся этническим хорватом, говорит о чрезвычайно высокой оценке его деятельности.